# ورزشگاه باشگاه النجمه
ورزشگاه باشگاه النجمه (به عربی: ملعب نادی النجمة) یک ورزشگاه در عربستان سعودی است که در عنیزه واقع شده‌است.